# Нови Велия
Вижте пояснителната страница за други значения на Велия.
Нови Велия (на италиански: Novi Velia) e малък град и община в провинция Салерно, регион Кампания, Южна Италия. Общината има 2292 жители (към 31 декември 2017 г.). Разположен е на 648 м височина в подножието на високата 1705 м планина Монте Гелбизон, наричана и Монте Сакро (итал: света планина).
Носи името на древния гръцки град Елея-Велия.